# Jean-Baptiste Cotelier
Jean-Baptiste Cotelier (Cotelerius in latino) (Nîmes, 1626 – Parigi, 12 agosto 1686) è stato un teologo, patrologo ed erudito francese.

## Biografia
Figlio di Jean, pastore calvinista convertitosi poi al cattolicesimo, fu battezzato il 5 dicembre a Beaucaire presso Nîmes in Provenza, Francia. Il 30 aprile 1641, a Nantes, si presentò con il padre all'assemblea del Clero, mostrando le sue abilità in ebraico, in greco, in teologia e in matematica. Nel dicembre del 1648, si laureò alla Sorbona in teologia. Nel 1654 lavorò presso l'Arcivescovo d'Audusson de la Feuillade di Embrun. In seguito diventò suo consulente e restò presso di lui fino al 1658.
Ritornato a Parigi, pubblicò il suo primo libro Quatuor homiliae in Psalmos et interpretatio Danielis. Cotelier attribuiva la stesura di questa omelia a San Giovanni Crisostomo, altri critici per la differenza dello stile, non lo attribuiscono a questo autore. Fu designato, assieme ad altri otto critici, a stabilire chi fosse l'autore dell'Imitazione di Cristo. Nel 1667 con il filologo Du Cange, fu incaricato, dal ministro Colbert, di analizzare e catalogare i manoscritti greci della Libreria Reale.
Nel 1672 portò a compimento la sua opera Sanctorum Patrum qui temporibus apostolicis floruerunt, Barnabae, Clementis, Hermae, Ignatii, Polycarpi opera edita et non edita, vera et suppositicia, graece et latine, cum notis (pubblicazioni riviste furono date alla luce nel 1698 ad Anversa, e postuma ad Amsterdam nel 1724). Successivamente venne nominato professore di lingua greca al Collegio Reale di Parigi.
Nei suoi ultimi anni di vita si dedicò alla stesura del Ecclesiae graecae monumenta, il cui terzo volume venne pubblicato nel 1686, anno della sua morte. Postumo venne pubblicato un quarto volume contenente suoi manoscritti.
Cotelier fu sepolto nella chiesa parigina di Saint-Benoît-le-Bétourné, distrutta nel 1831.

## Opere
- (LA) Jean-Baptiste Cotelier, Sanctorum Patrum qui temporibus apostolicis floruerunt, Barnabae, Clementis, Hermae, Ignatii, Polycarpi opera edita et non edita, vera et suppositicia, Parisiis, typis Petri Le Petit, regii typographi: via Iacobaea, sub signo Crucis aurea, 1672. URL consultato il 20 luglio 2019.
- (LA) Jean-Baptiste Cotelier, SS. Patrum, qui temporibus apostolicis floruerunt, Barnabae, Clementis, Hermae, Ignatii, Polycarpi opera, vera, et suppositicia; unà cum Clementis, Ignatii, Polycarpi actis atque martyriis, edizione riveduta da Jean Leclerc (2 voll.), Amstelodami, Apud R. & G. Wetstenios, 1724. URL consultato il 20 luglio 2019.
- Ecclesiae graecae monumenta, Parigi, vol. 1, 1677; vol. 2, 1681; vol. 3, 1686; vol. 4, 1692.